# Eran Ofek
Eran Ofek (17 marzo 1972) è un astronomo israeliano.
Ha svolto il proprio corso di studi all'Università di Tel Aviv conseguendo nel 1997 il baccellierato in fisica, nel 2000 il master in astrofisica e nel 2005 il dottorato in astrofisica. Dal 2005 si è trasferito al CalTech.
Il Minor Planet Center lo accredita per la scoperta dell'asteroide 9804 Shrikulkarni, effettuata il 1º luglio 1997.